# 扇尾鯔
扇尾鯔為輻鰭魚綱鯔形目鯔科的其中一種，分布於西大西洋區，從美國佛羅里達州至巴西東北部海域，體長可達30公分，棲息在沿岸海域、潟湖、河口區，以藻類及有機碎屑為食。

## 擴展閱讀
維基物種上的相關：扇尾鯔